# Allentown (Pennsylvania)
Allentown (Pennsylvania Dutch: Allenschteddel) ist eine City im Lehigh County im Osten des US-Bundesstaates Pennsylvania. Das U.S. Census Bureau hat bei der Volkszählung 2020 eine Einwohnerzahl von 125.845 ermittelt. Allentown ist nach Philadelphia und Pittsburgh die drittgrößte Stadt in Pennsylvania. Allentown liegt am Lehigh River und ist der County Seat von Lehigh County. Die Stadt um ihre Umgebung sind seit dem 18. Jahrhundert ein bedeutendes Zentrum der Deutschamerikaner, deren Vorfahren hauptsächlich aus der Pfalz hierher ausgewandert sind. Seit den 1980er Jahren zogen immer mehr Einwanderer aus Mittel- und Südamerika (Hispanics bzw. Latinos) nach Allentown und stellen inzwischen die Mehrheit der Bevölkerung.
Billy Joels Song Allentown, der 1982 auf seinem Album The Nylon Curtain erschien, handelt von Allentown und der Nachbarstadt Bethlehem, beides Industriestädte im Niedergang (vgl.: Rust Belt).

## Geschichte
Die Stadt wurde 1762 unter dem Namen Northamptontown von William Allen gegründet. Abweichend von seinem formellen Namen wurde der Ort allerdings von Beginn an nach seinem Gründer als Allen’s Town bekannt. Bei den Einwanderern aus Deutschland, die dort von 1848 bis 1859 die Zeitung Der Lecha Patriot herausgaben und lasen, war auch die Schreibweise Allentaun üblich. Der ursprüngliche Plan des Gründers, dass hier ein Handelszentrum am Lehigh River entstehen solle, scheiterte am zumeist zu niedrigen Wasserstand des Flusses. Dieser Nachteil konnte später teilweise durch den Bau des Lehigh Canal aufgefangen werden.
Ab September 1777 wurde im heutigen Allentown vorübergehend die Liberty Bell gelagert, da man befürchtete, die britische Kolonialmacht könnte diese im Zuge des Amerikanischen Unabhängigkeitskrieges einschmelzen. Sie wurde im Juni 1778 wieder nach Philadelphia gebracht.
Der Ort, der 1838 offiziell seinen heutigen Namen erhielt, erlebte in den 1850er und 1860er Jahren einen enormen Aufschwung der Eisenindustrie. Produziert wurde insbesondere für das rasch wachsende Eisenbahnnetz in den USA. Dieser Markt litt später erheblich unter dem Gründerkrach von 1873 (Panic of 1873). Die Eisenindustrie in Allentown geriet in Turbulenzen, in deren Folge immer mehr Betriebe geschlossen wurden und von denen sie sich nicht mehr erholte. Stattdessen siedelten sich in der Stadt Betriebe der Textilindustrie, insbesondere Seidenproduktion, und Möbelindustrie an. Seit den 1970er Jahren hat die Stadt wiederum mit dem Niedergang der produzierenden Industrie und dem daraus folgenden Strukturwandel zu kämpfen.

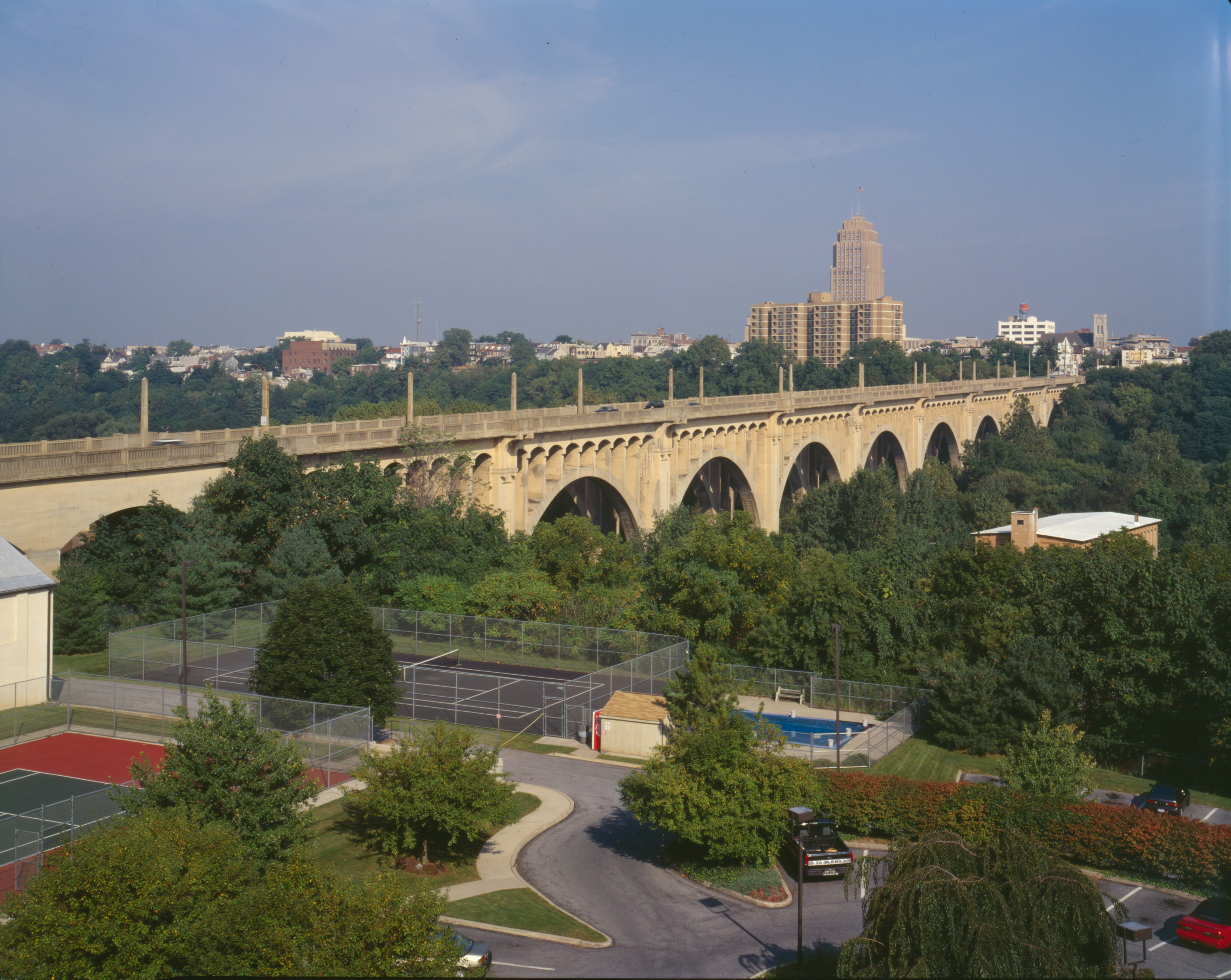
Die Albertus L. Meyers Bridge (2007) ist seit Juni 1988 im NRHP eingetragen.

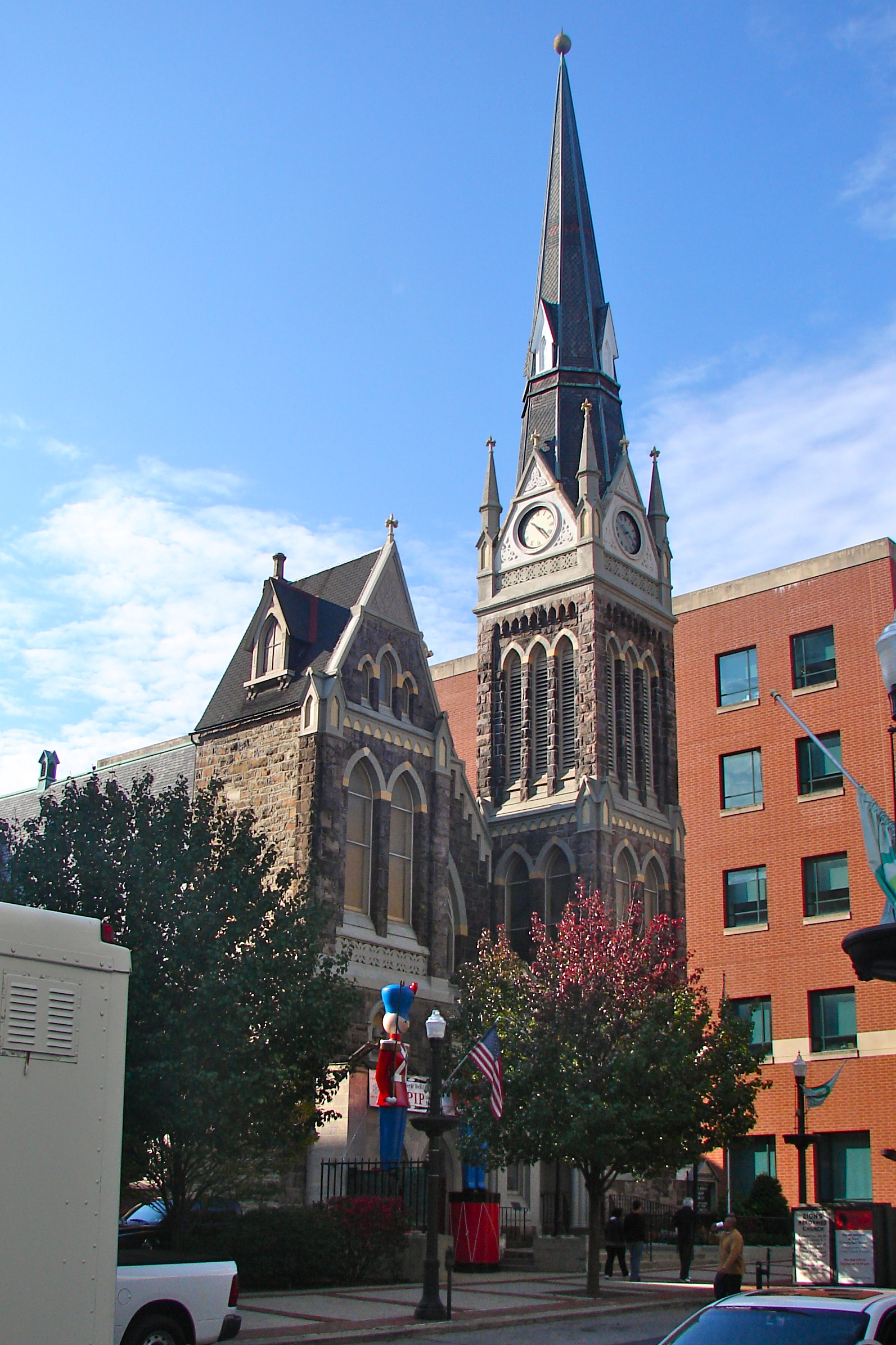
Die High German Evangelical Reformed Church (2011) ist seit Juli 1983 im NRHP eingetragen.

15 Bauwerke und Stätten in Allentown sind im National Register of Historic Places (NRHP) eingetragen (Stand 26. September 2020), darunter die Albertus L. Meyers Bridge, der Allentown Masonic Temple und die High German Evangelical Reformed Church.

## Wirtschaft
Die Unternehmen Air Products & Chemicals und der Energieversorger PPL haben ihren Unternehmenssitz in Allentown. Bis 2009 auch Mack Trucks. Heute befindet sich noch im nahen Macungie das größte Mack-Werk.
Die größten Arbeitgeber waren 2017:
| Arbeitgeber                  | Arbeitnehmer |
| ---------------------------- | ------------ |
| Lehigh Valley Hospital       | 3614         |
| Allentown School District    | 2560         |
| Muhlenberg College           | 2141         |
| Allied Personnel Services    | 1679         |
| Lehigh County & Institutions | 1666         |
| Integrity Staffing Solutions | 1585         |
| Phoebe Home                  | 1437         |
| PPL                          | 1308         |
| Sacred Heart Hospital        | 1189         |
| City of Allentown            | 1037         |

## Söhne und Töchter der Stadt
- Peter Newhard (1783–1860), Politiker, Vertreter von Pennsylvania im US-Repräsentantenhaus
- Fred Ewing Lewis (1865–1949), Politiker, Vertreter von Pennsylvania im US-Repräsentantenhaus
- Ella Sophonisba Hergesheimer (1873–1943), Illustratorin, Malerin und Grafikerin
- Fred Benjamin Gernerd (1879–1948), Politiker, Vertreter von Pennsylvania im US-Repräsentantenhaus
- Norton Lewis Lichtenwalner (1889–1960), Politiker, Vertreter von Pennsylvania im US-Repräsentantenhaus
- Charlie Kunz (1896–1958), britischer Swing-Pianist und Bandleader
- Flower A. Newhouse (1909–1994), christliche Mystikerin und Autorin
- Albert Charles Zettlemoyer (1915–1991), Chemiker
- James A. Weidenhammer (1918–2013), Computeringenieur
- Charles E. Mortimer (1921–2001), Chemiker
- Herman Leonard (1923–2010), Fotograf
- Lee Iacocca (1924–2019), Manager
- Eddie Sachs (1927–1964), Rennfahrer
- Richard A. Snelling (1927–1991), Politiker, Gouverneur von Vermont
- Paul S. Martin (1928–2010), Paläontologe
- Ariel Hollinshead (1929–2019), Krebsforscherin und Pharmakologin
- Ernest Kline (1929–2009), Politiker, Vizegouverneur von Pennsylvania
- Ira William Zartman (1932–2025), Konfliktforscher und Hochschulprofessor
- Robert Bartholomew (1936–2021), Gewichtheber
- Sally Daley (1941–2020), Komponistin, Kirchenmusikerin und Organistin
- David Kinderlehrer (* 1941), Mathematiker
- Keith Jarrett (* 1945), Jazzpianist
- Thomas Litz (* 1945), Eiskunstläufer
- Larry Seiple (* 1945), American-Football-Spieler
- Bob Becker (* 1947), Perkussionist und Komponist
- John Kline (* 1947), Politiker, Vertreter von Minnesota im US-Repräsentantenhauses
- Stanley Dziedzic (* 1949), Ringer
- Denise Donatelli (* 1950), Jazzsängerin
- Caren Diefenderfer (1952–2017), Mathematikerin und Hochschullehrerin
- Susan Alcorn (1953–2025), Komponistin und Gitarristin
- Rick Braun (* 1955), Trompeter des Smooth Jazz und Sänger
- Garielle Lutz (* 1955), Schriftstellerin
- Chris Jarrett (* 1956), Pianist und Komponist
- Joseph Atiyeh (* 1957), US-amerikanisch-syrischer Ringer
- Eddie Metz junior (* 1958), Jazzmusiker
- Charlie Dent (* 1960), Politiker, Vertreter von Pennsylvania im US-Repräsentantenhaus
- James Moll (* 1963), Filmregisseur und Filmproduzent
- Brian Knobbs (* 1964), Profi-Wrestler
- Andre Reed (* 1964), American-Football-Spieler
- Jerry Sags (* 1964), Profi-Wrestler
- Maria Wisser (* ≈1964), Bahnradsportlerin
- Thom Browne (* 1965), Modeschöpfer
- Carson Kressley (* 1969), Schauspieler, Fernsehmoderator und Modeschöpfer
- Marty Nothstein (* 1971), Radrennfahrer
- Christine Taylor (* 1971), Schauspielerin
- Alvin Walker (1971–2022), Jazzmusiker
- Jessica Grieco (* 1973), Radrennfahrerin
- Dana Snyder (* 1973), Synchronsprecher und Schauspieler
- Billy Kidman (* 1974), Profi-Wrestler
- Aimee Mullins (* 1975), Leichtathletin, Schauspielerin und Model
- Tim Heidecker (* 1976), Teil des Comedy-Duos Tim & Eric
- Pete Lisicky (* 1976), Basketballspieler
- Beth Shapiro (* 1976), Evolutionsbiologin
- Michaela Conlin (* 1978), Schauspielerin
- Ryan Grim (* 1978), Journalist, politischer Kommentator und Moderator
- Andrea Tantaros (* 1978), Fernsehmoderatorin, Autorin, Kolumnistin, Radiomoderatorin und Kampagnen-Managerin
- Nickolas Butler (* 1979), Schriftsteller
- Julie Ditty (1979–2021), Tennisspielerin
- Ryan Mackenzie (* 1982), Politiker
- Jeremy Richardson (* 1983 oder 1984), Basketballspieler
- Amanda Seyfried (* 1985), Schauspielerin und Fotomodel
- Rich Wyman, Singer-Songwriter
- Dane DeHaan (* 1986), Schauspieler
- Matt Riddle (* 1986), Wrestler und MMA-Kämpfer
- Kimberly Geist (* 1987), Radsportlerin
- Lil Peep (1996–2017), Rapper
- Oakes Fegley (* 2004), Kinderdarsteller
- Anna Leigh Waters (* 2007), Sportlerin

## Klimatabelle
|                       | Jan  | Feb  | Mär  | Apr  | Mai   | Jun  | Jul   | Aug   | Sep  | Okt  | Nov  | Dez  |   |         |
| Mittl. Tagesmax. (°C) | 1,3  | 3,2  | 9,3  | 15,8 | 21,8  | 26,7 | 29,2  | 27,9  | 23,9 | 17,7 | 11,0 | 4,0  | ⌀ | 16      |
| Mittl. Tagesmin. (°C) | −7,3 | −6,2 | −1,2 | 3,8  | 9,6   | 14,9 | 17,6  | 16,7  | 12,3 | 5,8  | 1,2  | −4,2 | ⌀ | 5,3     |
|                       |      |      |      |      |       |      |       |       |      |      |      |      |   |         |
| Niederschlag (mm)     | 80,3 | 74,9 | 83,3 | 89,4 | 106,7 | 95,3 | 105,2 | 108,7 | 99,8 | 74,7 | 98,6 | 88,6 | Σ | 1.105,5 |
|                       |      |      |      |      |       |      |       |       |      |      |      |      |   |         |
| Regentage (d)         | 8,2  | 7,9  | 8,6  | 9,2  | 9,7   | 9,1  | 8,1   | 8,1   | 7,3  | 6,2  | 8,5  | 8,6  | Σ | 99,5    |

| −7,3 |

| −6,2 |

| −1,2 |

| 3,8 |

| 9,6 |

| 14,9 |

| 17,6 |

| 16,7 |

| 12,3 |

| 5,8 |

| 1,2 |

| −4,2 |

| −7,3 |

| −6,2 |

| −1,2 |

| 3,8 |

| 9,6 |

| 14,9 |

| 17,6 |

| 16,7 |

| 12,3 |

| 5,8 |

| 1,2 |

| −4,2 |